# Lungenszintigraphie

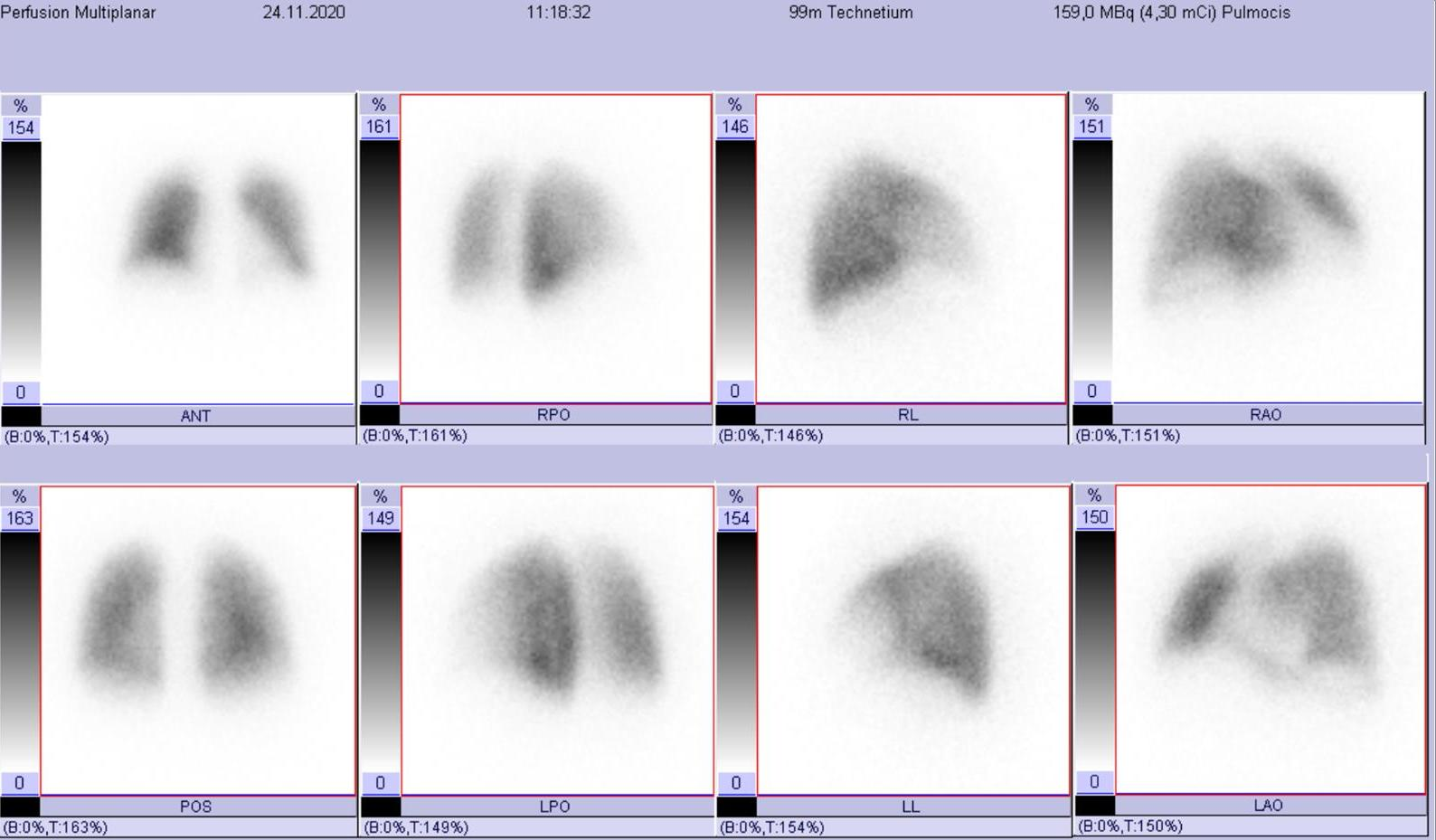
Lungenperfusions-Szintigraphie Normalbefund Standardprojektionen

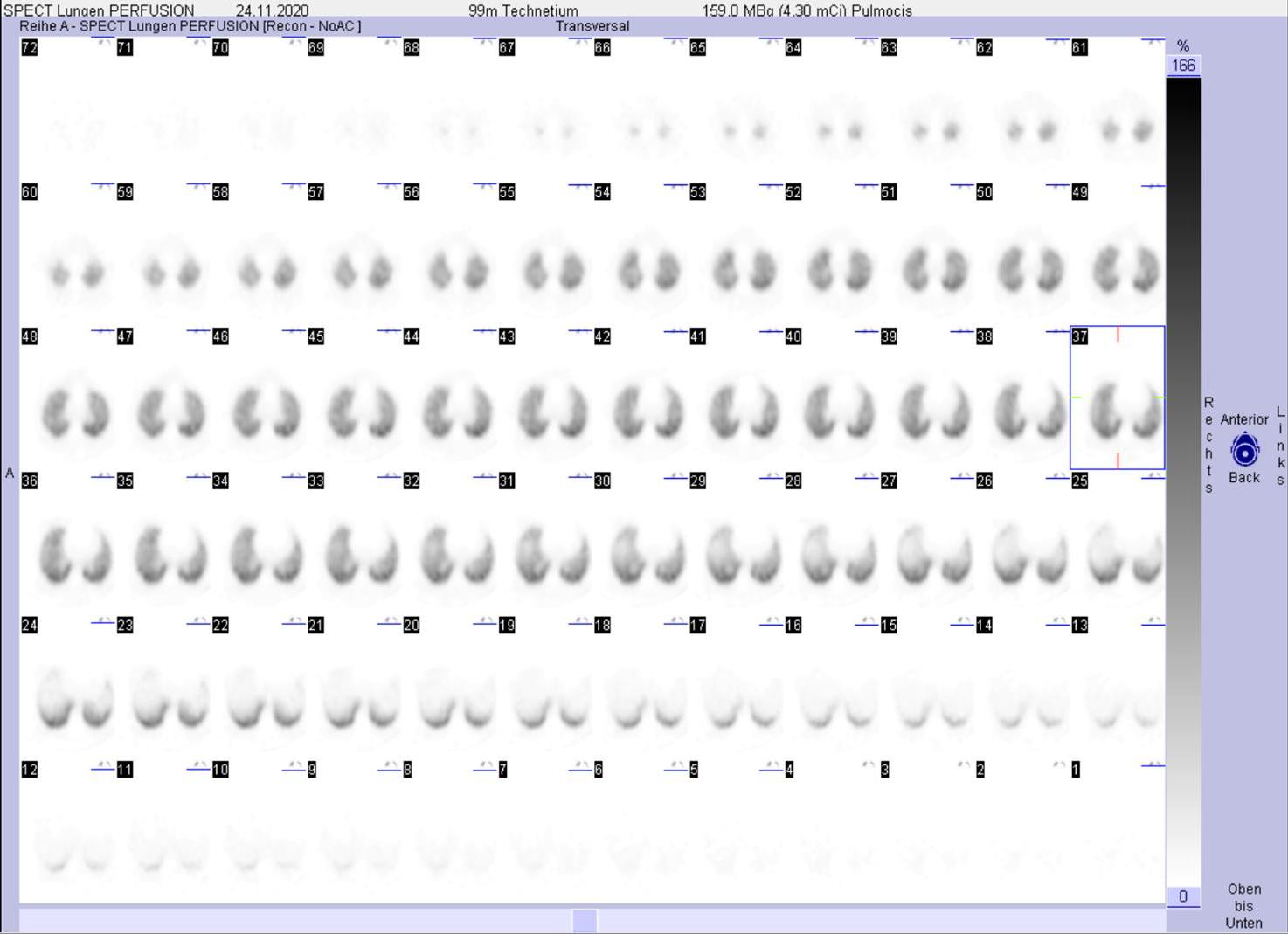
Lungenperfusions-Szintigraphie Normalbefund SPECT axial

Die Lungenszintigraphie ist ein nuklearmedizinisches Verfahren zur Beurteilung der Durchblutung (Perfusion) und der Belüftung (Ventilation) der Lunge. Man unterscheidet zwischen Lungenperfusions-, Lungenventilations- und Lungeninhalationsszintigrafie. Das kombinierte Verfahren der Lungenventilations- und Lungenperfusionsszintigraphie wird auch als V/P-Szintigraphie bezeichnet.
Zu den Erfindern der sogenannten Isotopenthorakographie mit Xenon 133 gehört der Internist Helmut Venrath (* 1921).

## Technische Verfahren
Die regionalen Belüftungsverhältnisse der Lunge lassen sich mit einer Lungenventilationsszintigraphie oder mit einer Lungeninhalationsszintigrafie bildlich darstellen und auch quantifizieren. Für die Ventilationsszintigraphie atmet der Patient ein Gasgemisch ein, das eine radioaktive Komponente enthält (zum Beispiel 133Xenon, 127Xenon oder 81mKrypton). Für die Inhalationsszintigraphie wird üblicherweise ein Aerosol aus mit 99mTechnetium markierten Partikeln verwendet, das zwar nicht so tief in das Bronchialsystem eindringen kann wie ein Gas, bei erheblich niedrigerem technischem Aufwand aber vergleichbare Untersuchungsergebnisse zeigt. Mit einer Gammakamera werden dann entweder planare Aufnahmen in verschiedenen Projektionen oder dreidimensionale Bilder in SPECT-Technik angefertigt.
In der Lungenperfusionsszintigraphie werden die Durchblutungsverhältnisse der Lunge bildlich dargestellt; sie lassen sich ebenfalls regional quantifizieren. Hierbei werden mit 99mTechnetium markierte Partikel (zum Beispiel Makro-Kolloide oder Technetium-markierte Albumin-Partikel (Tc-99m-MAA)) intravenös injiziert. Diese Partikel führen zu multiplen Mikroembolien in den durchbluteten Lungenabschnitten; diese Embolien sind aber aufgrund der geringen Stoffmengen hämodynamisch nicht wirksam. Die Aufnahmen erfolgen wiederum entweder als planare oder als SPECT-Aufnahmen.

## Indikationen

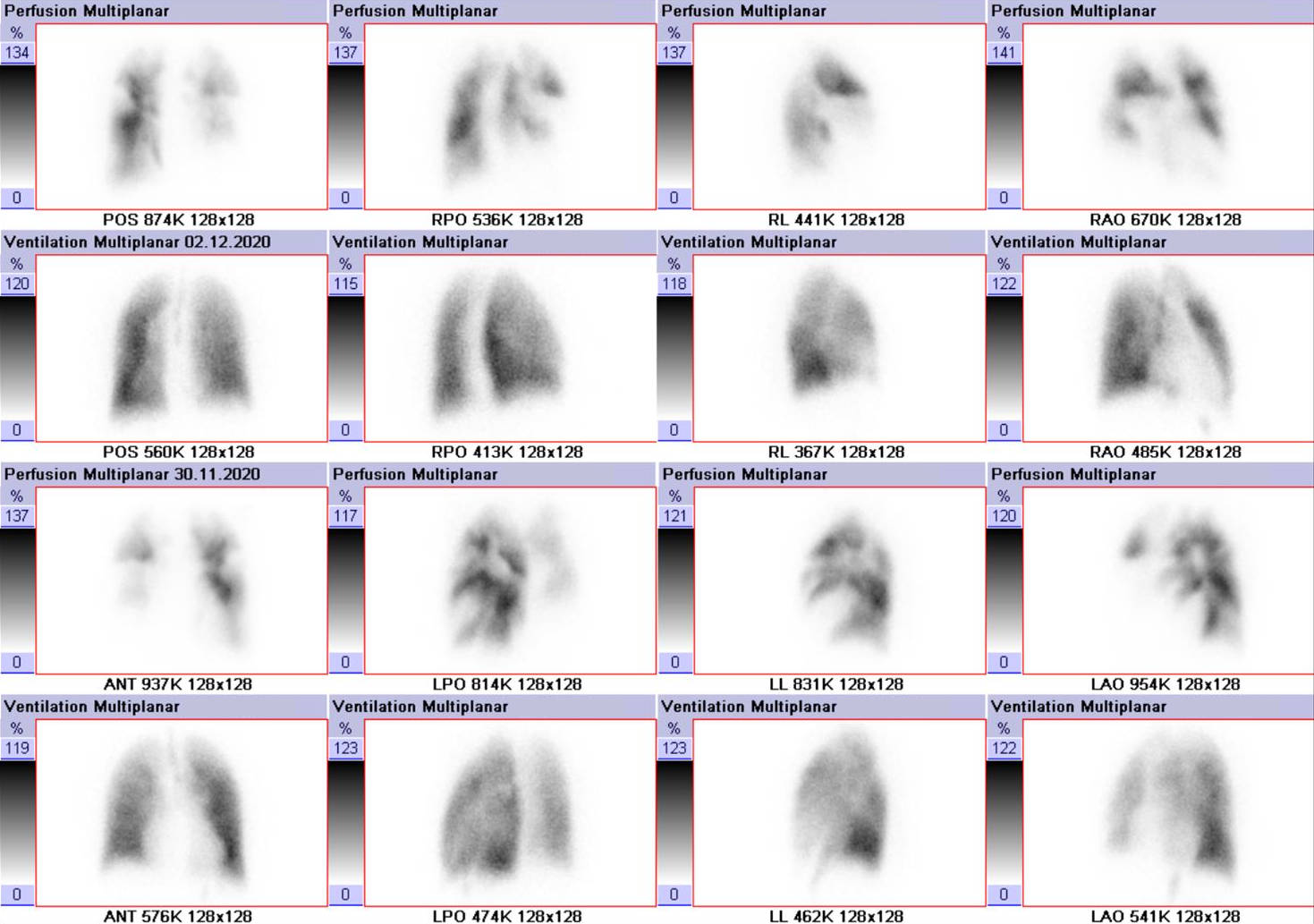
Perfusions- / Ventilationsszintigraphie bei Lungenembolie mit mismatch.

Die häufigste Indikation zur Lungenszintigrafie ist der Verdacht auf das Vorliegen einer Lungenembolie. Hierbei wird üblicherweise mit geringer Aktivität eine Untersuchung der Belüftung durchgeführt, anschließend mit etwas höherer Aktivität die Lungenperfusionsszintigraphie. Beide Aufnahmen werden miteinander verglichen. Finden sich Areale, die zwar gut belüftet, aber schlecht durchblutet sind (sogenannter mismatch), so muss der Befund als Lungenembolie interpretiert werden. Finden sich Lungenabschnitte, die sowohl schlecht belüftet als auch schlecht durchblutet sind (match, siehe auch Euler-Liljestrand-Mechanismus), so können zum Beispiel Atelektasen oder Infiltrate durch eine Lungenentzündung vorliegen. Areale mit schlechter Belüftung, aber guter Durchblutung (reverse mismatch) finden sich zum Beispiel bei einer chronisch obstruktiven Lungenerkrankung. Im günstigsten Fall liegt bei der Befundung der Lungenszintigraphie ein Röntgenbild der Lunge vor.
Seltener wird die Lungenperfusionsszintigraphie zur Abschätzung der postoperativen Lungenfunktion vor einer geplanten Lungen-Teilresektion (zum Beispiel bei Bronchialkarzinom) durchgeführt. Hierbei ist eine Untersuchung der Belüftungsverhältnisse entbehrlich. Es werden planare Aufnahmen von ventral und dorsal angefertigt und die Zerfälle (counts) über bestimmten Lungenanteilen gezählt. Der relative Verlust an counts durch die geplante Operation stimmt dann ungefähr mit dem zu erwartenden relativen Verlust an Vitalkapazität überein.

### Kontraindikationen
Eine Schwangerschaft ist bei Verdacht auf Lungenembolie nach der aktuellen Leitlinie Lungenszintigraphie keine Kontraindikation für eine Lungenszintigraphie, sondern wird wegen der gegenüber einer CT-Angiographie (CTA) geringeren Strahlendosis explizit empfohlen. Auch in der Stillzeit ist die Szintigraphie wegen der geringeren Organdosis der in dieser Zeit besonders strahlenempfindlichen Brustdrüse der CTA vorzuziehen. Nach einer Lungenszintigraphie soll die Stillende für 48 Stunden die Milch abpumpen und verwerfen. Wegen des injizierten Kontrastmittels, welches in die Muttermilch übergeht, wird dies jedoch auch bei der CTA empfohlen.

## Strahlenexposition
Die Strahlenexposition für den Patienten bei einer Lungenszintigraphie ist relativ gering. Sie liegt mit 1,5 mSv für eine typische Untersuchung mit Lungeninhalations- und Lungenperfusionsszintigraphie, die jeweils mit 99mTechnetium durchgeführt werden, zwar oberhalb derjenigen für Röntgenbilder der Lunge in zwei Ebenen, aber deutlich unterhalb derjenigen für eine Computertomographie des Thorax.
Die Organdosis für die Brustdrüse beträgt für die Inhalations-/Perfusionsszintigraphie 0,8 mSv gegenüber 20–50 mSv bei der Thorax-CTA. Bei der leitliniengerechten Durchführung einer Perfusions-SPECT mit reduzierter Aktivität (50 MBq) beträgt die fetale Dosis 0,11–0,20 mGy.